# Накпо Канґрі
Накпо Канґрі (англ. Nakpo Kangri) — масив гірського масиву Гашербрум у горах Каракорум на території Сіньцзян-Уйгурського автономного району Китаю, поблизу кордону з Пакистаном. З максимальною висотою — 6956 метрів.

## Географія
Гірський масив в Азії, розташований у північно-східній частині гірського масиву Гашербрум в хребті Балторо-Музтаг у горах Каракорум, за 15 км на південний-схід від гори Чоґорі (К2) (8611 м), за 10 км на північ — північний-захід від Гашербрум I (8080 м) та за 7,5 км на схід від Броуд-пік (8051 м). Від основної частини масиву Гашербрум, відділений найвищим сідлом Накпо-Ла (6200 м, за іншими даними — 6266 м). З західної та північної сторони від масиву на північ та північний схід «тече» льодовик Гашербрум Північний, а зі східної сторони — льодовик Накпо Східний, який «тече» на північ і впадає у льодовик Гашербрум Північний. Масив має кілька вершин, найбільші з яких: Накпо Канґрі I (Головна, 6956 м), Накпо Канґрі Південна (~6870 м), Накпо Канґрі Південно-Західна («Чорна Вежа», 6842 м).
Абсолютна висота Головної вершини 6956 метрів над рівнем моря (7-ма за висотою самостійна вершина в гірському масиві Гашербрум). Відносна висота — 756 м. За цим показником вона займає 4-те місце у масиві Гашербрум. Топографічна ізоляція вершини відносно найближчої вищої гори Пік 7500 — становить 3,9 км і 5,1 км відносно гори Гашербрум III (7952 м).

## Історія підкорення
В бібліотеці «Альпійського клубу — Гімалайський індекс» немає даних про підкорення цієї вершини.